# FC Zaanstreek in het seizoen 1965/66
Het seizoen 1965/1966 was het tweede jaar in het bestaan van de Kooger betaaldvoetbalclub FC Zaanstreek. De club kwam uit in de Tweede divisie A en eindigde daarin op de derde plaats, dit hield in dat de club promoveerde naar de Eerste divisie. Tevens deed de club mee aan het toernooi om de KNVB beker, hierin werd de ploeg in de groepsfase uitgeschakeld.

## Wedstrijdstatistieken

### Tweede divisie A
|       | AGOVV | Gooiland | De Graafschap | Heerenveen | Hilversum | HVC   | PEC   | Tubantia | Veendam | Vitesse | Wageningen | ZFC   | Zwartemeer | Zwolsche Boys |
| ----- | ----- | -------- | ------------- | ---------- | --------- | ----- | ----- | -------- | ------- | ------- | ---------- | ----- | ---------- | ------------- |
| Thuis | 1 – 0 | 1 – 1    | 1 – 1         | 2 – 1      | 2 – 0     | 5 – 1 | 2 – 0 | 3 – 1    | 3 – 1   | 1 – 2   | 4 – 2      | 0 – 0 | 4 – 1      | 0 – 2         |
| Uit   | 0 – 2 | 1 – 1    | 3 – 0         | 1 – 3      | 0 – 0     | 1 – 1 | 1 – 2 | 0 – 0    | 2 – 1   | 2 – 2   | 1 – 1      | 0 – 1 | 0 – 0      | 0 – 0         |

### KNVB Beker
| Groepsfase                                         | FC Zaanstreek                       | 1 – 0 (0 – 0) | ZFC                                  |
| 19 september 1965 Plaats: Koog aan de Zaan De Koog | Aart Spruit                         |               |                                      |
| Groepsfase                                         | De Volewijckers                     | 2 – 2 (1 – 1) | FC Zaanstreek                        |
| 7 november 1965 Plaats: Amsterdam Buiksloterbanne  | Johan Engelsma 18', –'              |               | 15' Tonny Bruins Slot 66' Cees Groot |
| Groepsfase                                         | Ajax                                | 3 – 1 (2 – 1) | FC Zaanstreek                        |
| 2 januari 1966 Plaats: Amsterdam De Meer           | Co Prins 23' Johan Cruijff 40', 73' |               | 16' Piet Ouderland                   |

## Statistieken FC Zaanstreek 1965/1966

### Eindstand FC Zaanstreek in de Nederlandse Tweede divisie A 1965 / 1966
| Stand | Gespeeld | Gewonnen | Gelijk | Verloren | Punten | Doelpunten voor | Doelpunten tegen |
| ----- | -------- | -------- | ------ | -------- | ------ | --------------- | ---------------- |
| 3e    | 28       | 13       | 11     | 4        | 37     | 43              | 25               |

### Topscorers
| #      | Naam                        | Goal |
| ------ | --------------------------- | ---- |
| 1.     | Cees Groot                  | 13   |
| 2.     | Wim de Jager                | 8    |
| 3.     | Theo van Doorneveld         | 4    |
| 4.     | Piet Ouderland              | 3    |
| 4.     | Sándor Popovics             | 3    |
| 4.     | Aart Spruit                 | 3    |
| 4.     | Henk van Vlierden           | 3    |
| 8.     | Hans van Doorneveld         | 2    |
| 8.     | Piet Jager                  | 2    |
| 9.     | Dick Twisk                  | 1    |
| 9.     | Eigen doelpunt              | 1    |
| –      | Riekus Nieborg (Zwartemeer) | 1    |
| Totaal | Totaal                      | 43   |

| #      | Naam              | Goal |
| ------ | ----------------- | ---- |
| 1.     | Tonny Bruins Slot | 1    |
| 1.     | Cees Groot        | 1    |
| 1.     | Piet Ouderland    | 1    |
| 1.     | Aart Spruit       | 1    |
| Totaal | Totaal            | 4    |